# Registo Nacional de não Dadores
O Registo Nacional de não Dadores (RENNDA) é um organismo, integrado no Ministério da Saúde de Portugal, criado com o objectivo de viabilizar um eficaz direito de oposição à dádiva de órgãos, assegurando e dando consistência ao primado da vontade e da consciência individual neste tema.

## Refererências
- Sítio do RENNDA